# William B. Small

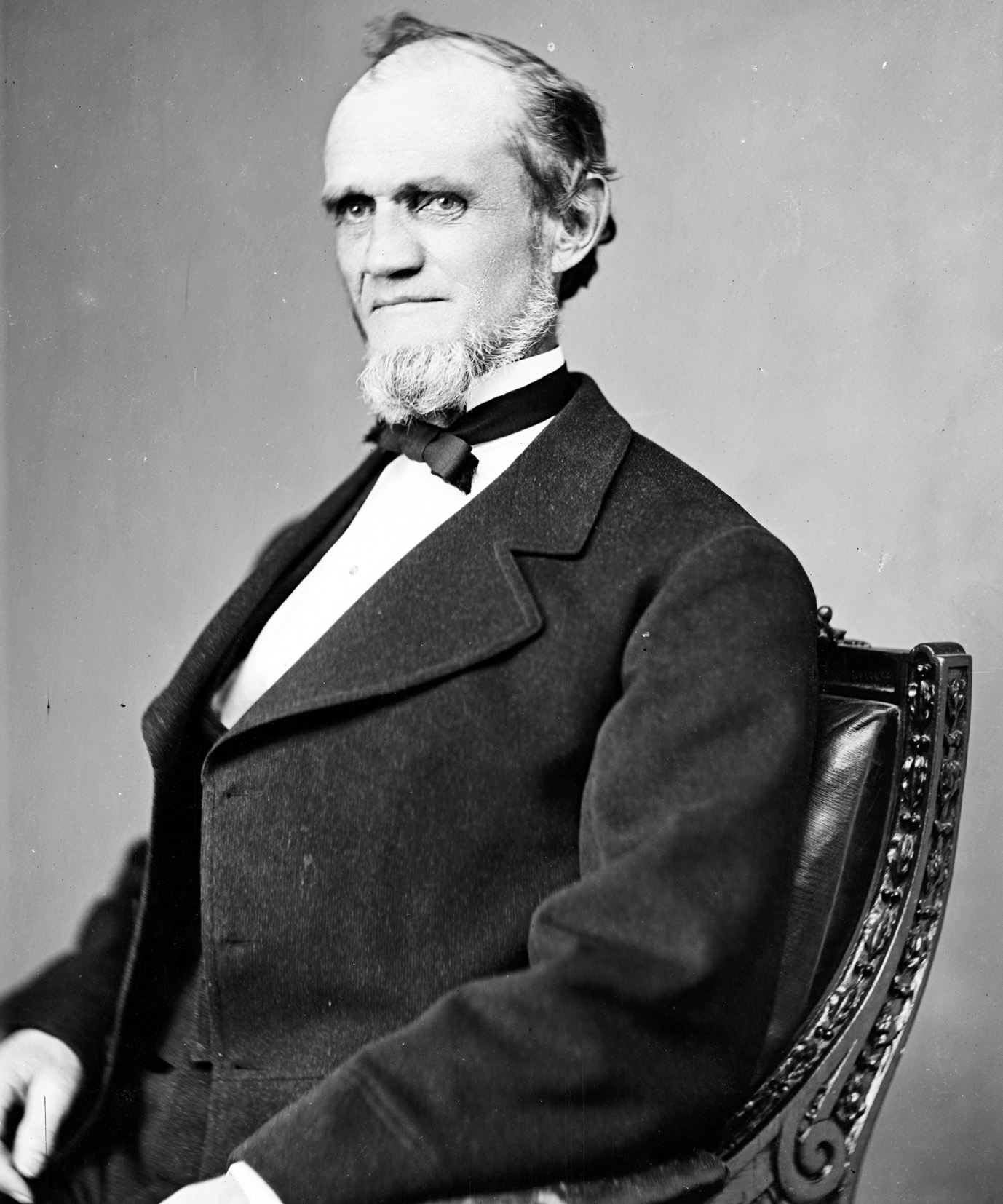
William B. Small

William Bradbury Small (* 17. Mai 1817 bei Limington, York County, Massachusetts; † 7. April 1878 in Newmarket, New Hampshire) war ein US-amerikanischer Politiker. Zwischen 1873 und 1875 vertrat er den Bundesstaat New Hampshire im US-Repräsentantenhaus.

## Werdegang
Schon in seiner Kindheit zog der im heutigen Maine geborene William Small mit seinen Eltern nach Ossipee in New Hampshire. Dort besuchte er die öffentlichen Schulen. Danach absolvierte er die Phillips Exeter Academy in Exeter. Nach einem Jurastudium und seiner im Jahr 1846 erfolgten Zulassung als Rechtsanwalt begann Small in Newmarket in seinem neuen Beruf zu praktizieren. Zeitweise amtierte er auch als Bezirksstaatsanwalt im Rockingham County.
Small wurde Mitglied der Republikanischen Partei. Im Jahr 1865 wurde er in das Repräsentantenhaus von New Hampshire und 1870 in den Staatssenat gewählt. Bei den Kongresswahlen des Jahres 1872 wurde er im ersten Distrikt von New Hampshire in das US-Repräsentantenhaus in Washington, D.C. gewählt, wo er am 4. März 1873 die Nachfolge des Demokraten Ellery Albee Hibbard antrat. Da er im Jahr 1874 auf eine erneute Kandidatur verzichtete, konnte Small bis zum 3. März 1875 nur eine Legislaturperiode im Kongress absolvieren.
Nach dem Ende seiner Zeit im Repräsentantenhaus arbeitete Small wieder als Anwalt und engagierte sich im Bankgeschäft. Er starb am 7. April 1878 in Newmarket.